# Park Narodowy Cueva de los Guácharos
Park Narodowy Cueva de los Guácharos (hiszp. Parque nacional natural Cueva de los Guácharos) – najstarszy park narodowy w Kolumbii położony w departamentach Cauca, Caquetá i Huila. Został utworzony 11 września 1960 roku i zajmuje obszar 71,33 km². Od 1979 roku wraz z Parkiem Narodowym Puracé i Parkiem Narodowym Nevado del Huila tworzy rezerwat biosfery UNESCO o nazwie „Cinturón Andino”. W 2021 roku park został zakwalifikowany przez BirdLife International jako ostoja ptaków IBA. Od południowego wschodu graniczy z Parkiem Narodowym Alto Fragua-Indi Wasi, a od zachodu i południowego zachodu z Parkiem Narodowym Serranía de los Churumbelos-Auka Wasi.

## Opis
Park znajduje się na zachodnich zboczach Kordyliery Wschodniej, na wysokościach od 1630 do 2850 m n.p.m.  Nazwę swą zawdzięcza istniejącymi tu zespołowi jaskiń utworzonymi głównie przez rzekę Suaza (dopływ górnej Magdaleny). Największe jaskinie to: Cueva Grande de los Guácharos, Cueva del Cuadro, Cuevas del Indio i Cueva del Hoyo. Niżej położoną część parku pokrywa tropikalny wilgotny las górski i las mglisty. Wyżej występuje paramo. 
Średnia roczna temperatura w parku wynosi +16 °C, a średnie roczne opady 2200 mm.

## Flora
W parku rosną zagrożona wyginięciem (EN) Juglans neotropica, narażone na wyginięcie (VU) Cedrela montana i Aniba perutilis, a także m.in.: Ocotea cuneata, Quercus humboldtii, Weinmannia tomentosa. W parku znajduje się jedno z trzech znanych stanowisk zagrożonego wyginięciem (EN), występującego endemicznie w Kolumbii, Trigonobalanus excelsa.

## Fauna
W parku żyje około 300 gatunków ptaków. W jaskiniach występuje jedna z największych na świecie populacji tłuszczaka (hiszp. guácharo). Stąd nazwa jaskiń. Inne ptaki żyjące w parku to narażony na wyginięcie (VU) kusacz czarny, a także m.in.: skalikurek andyjski, szmaragdolotka andyjska i zbrojówka.
Odnotowano tu ponad 60 gatunków ssaków. Są to krytycznie zagrożony wyginięciem (CR) wełniak brunatny z podgatunku Lagotrix lagotricha lugens, zagrożony wyginięciem (EN) tapir górski, narażone na wyginięcie (VU) andoniedźwiedź okularowy, czepiak czarny, mazama karłowata i łasica kolumbijska, a także m.in.: kapucynka czubata, mazama ruda, pudu północny, puma płowa.